# Vooreiland 22
Vooreiland 22 is een woonhuis aan het Vooreiland in de Noord-Hollandse plaats Medemblik.

## Geschiedenis
Het pand aan het Vooreiland 22 werd omstreeks de bouw van de Eilandshaven gebouwd. De 6,5 meter brede gevel werd in 1728 voor het bestaande pand gebouwd, hierbij werd deze ook verhoogd zodat de gevel voor de zolder doorloopt. De verhoudingen in de gevel waren in deze tijd niet wat de mode voorschreef. Boven in de gevelbekroning is het wapen van de familie Veen opgenomen. Dit wapen staat ook in het bovenstuk van een poort dat als toegangspoort diende van het erf. Het poortje is afgebroken, waarna het bouwfragment als decoratie is opgenomen in een flatgebouw aan de zuidzijde van de Pekelharinghaven. Het stuk is eveneens aangewezen als rijksmonument.
De familie Veen hield het gebouw enige generaties in bezit. Aafje Veen kreeg het pand in bezit en deelde het eigendom met haar man burgemeester Pieter Uijlenburgh. De familie Uijlenburgh verkocht het pand omstreeks 1780, waarna het in 1784 in bezit was van burgemeester Gerdenier en zijn voorganger Colff. Het woonhuis is verbouwd tot pakhuis en heeft de naam America gekregen. Ook in 1832, het jaar dat het Kadaster is ingesteld, is het pand nog in gebruik als pakhuis en in eigendom van Colff en compagnon. Ook het buurpand (genaamd Dantzig) en de schuur aan de achterzijde (met de naam Europa) zijn in eigendom van Colff. Uit de gegevens van het toenmalige kadaster bleek dat America en Dantzig een gezamenlijke bouwmuur deelden. In 1835 werden de drie panden geveild. Timmerman Pieter Witlok kocht het complex en liet Dantzig en Europa slopen. Na de timmerfabriek werd het pand omstreeks 1900 onderdeel van een zoutziederij en daarna van een machinefabriek.
Het Vooreiland werd omstreeks 1985 gesaneerd, waarbij er werd gekozen om het pand op nummer 22 te behouden. De woning werd in 1988 overgedaan aan Vereniging Hendrick de Keyser. Na de aanschaf werd het pand gerestaureerd, waarbij de uitbouw aan de achterzijde werd gesloopt, en voor weer voor bewoning geschikt gemaakt. Rond deze tijd werd er aan weerszijden van het gebouw moderne woningen gebouwd.

## Exterieur
De drie traveeën brede gevel bestaat uit twee bouwlagen met op de zolderverdieping een hoge borstwering en opzetstuk met daarin het wapen van de familie Veen. Onder het wapen staat het jaartal van de bouw van de gevel: 1728. Op de hoeken staan hoekvazen. De gevel is jonger dan het achtergelegen pand. De gevel is uit de 18e eeuw en gebouwd in stijl van de barok, meer specifiek in Lodewijk XIV-stijl.
De borstwering van de begane grond bestaat uit hardsteen. De houten omlijsting van de voordeur loopt door tot om het venster op de eerste verdieping. De voordeur en het bovenlicht worden van elkaar gescheiden door de restanten van een houten luifel. Dit venster is ook kleiner dan de twee vensters links. De tweede verdieping heeft in het midden een rechthoekig venster en aan weerszijden daarvan een rond omlijst venster. Deze ronde vensters komen ook terug op dezelfde verdieping in de zijgevel. Alle vensters hebben een roedenverdeling. De zijgevels zijn aan de voorzijde de eerste 3 meter verhoogd, waardoor het aan de straatzijde lijkt alsof er een volledige derde verdieping gebouwd is.

## Interieur
Van het originele interieur is niets bewaard gebleven, alleen de 17e-eeuwse vloeren bevinden zich nog op de originele plekken. Tijdens de periode dat het pand in gebruik is geweest als bedrijfspand zijn alle vertrekken verbouwd. Tijdens de restauratie zijn wel bouwsporen ontdekt, aan de hand daarvan is een deel van de 18e-eeuwse indeling gereconstrueerd. Hierdoor is wel bekend geworden dat het woonhuis op de begane grond en op de verdieping een voorkamer heeft gehad. In beide voorkamers was er een haard in een van de hoeken aanwezig. Mogelijk werden de balkenplafonds na 1728 door houten plafonds of stucwerk afgedekt.